# Atta insularis
Atta insularis är en myrart som beskrevs av Guérin-Méneville 1844. Atta insularis ingår i släktet Atta och familjen myror. Inga underarter finns listade.

## Bildgalleri

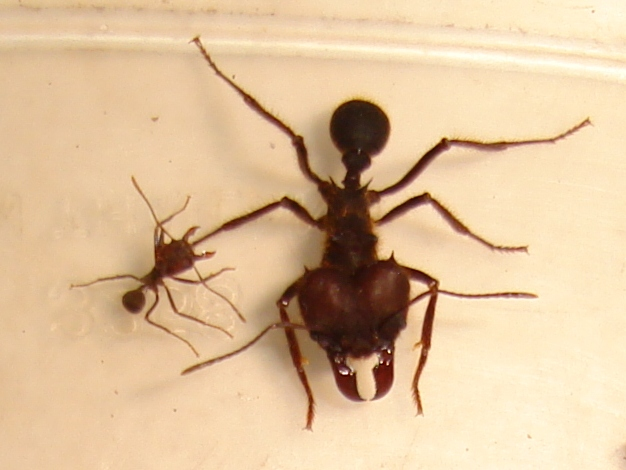
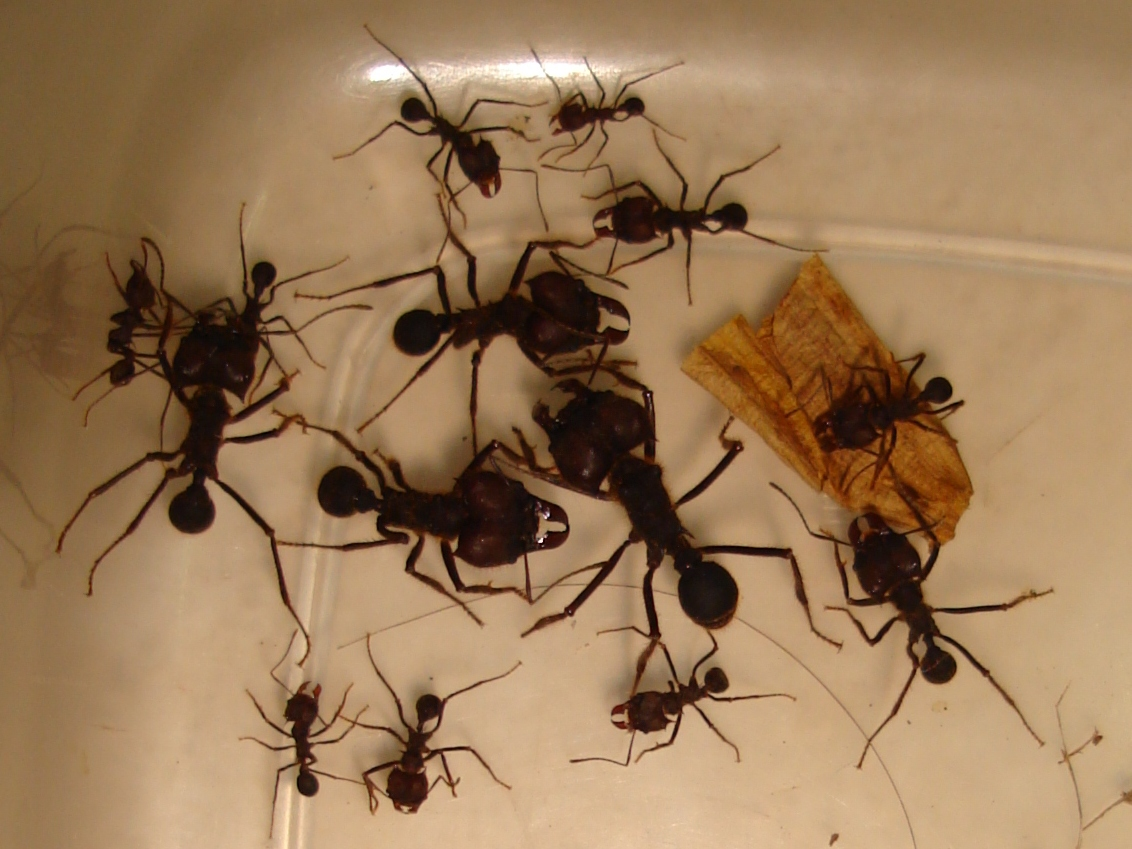